# Uphall
Uphall (Ubhalaidh in lingua gaelica scozzese) è una località della Scozia, situata nell'area di consiglio del Lothian Occidentale.